# Época victoriana

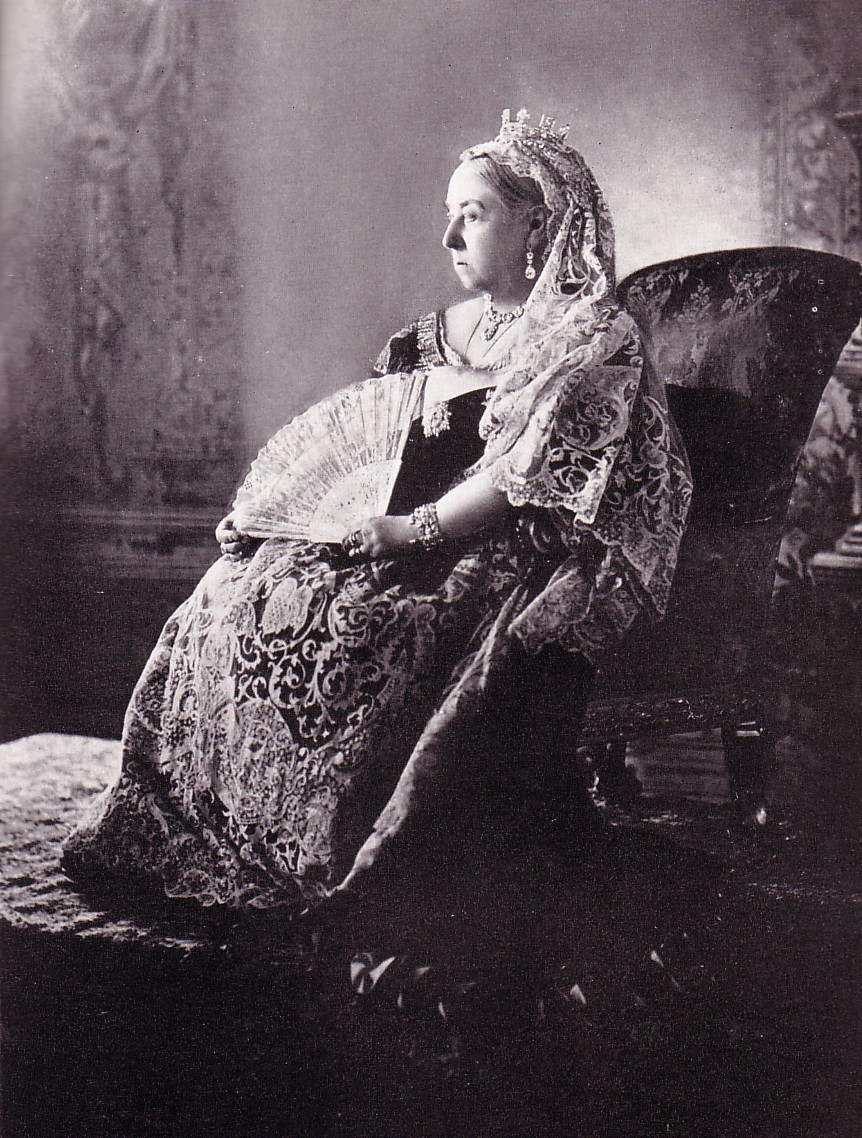
La reina Victoria fotografiada en 1893, en conmemoración del 60 aniversario de su ascenso al trono

En la historia del Reino Unido y del Imperio británico, la época victoriana corresponde al reinado de Victoria, desde el 20 de junio de 1837 hasta su muerte el 22 de enero de 1901. A veces se utilizan definiciones ligeramente diferentes. La época victoriana siguió a la denominada época georgiana (1714-1837), que cubre los reinados desde Jorge I hasta Jorge IV, y precedió a la época eduardiana (1901-1910), que cubre el reinado de Eduardo VII. La segunda mitad de la época victoriana coincide con la primera parte de la belle époque de la Europa continental.
Durante la época victoriana, se produjeron en el Reino Unido varias reformas políticas liberalizadoras, como la ampliación del derecho de sufragio. La Gran hambruna irlandesa causó muertes masivas en Irlanda a principios del periodo. El Imperio británico mantuvo relaciones relativamente pacíficas con las demás grandes potencias. Participó en varios conflictos militares, principalmente contra potencias menores. El Imperio británico se expandió durante este periodo y fue la potencia predominante en el mundo.
La sociedad victoriana valoraba un alto nivel de conducta personal en todos los sectores de ella. La moral victoriana, muy diferente a la de la anterior época georgiana, impulsó la reforma social, pero también impuso restricciones a la libertad de ciertos grupos. En lo que respecta a la economía, la prosperidad aumentó durante el periodo, pero persistió una malnutrición debilitante. La alfabetización y la educación infantil se hicieron casi universales en Gran Bretaña por primera vez. Aunque se hicieron algunos intentos por mejorar las condiciones de vida, las chabolas y las enfermedades siguieron siendo un grave problema.
En este periodo se produjo un importante desarrollo científico y tecnológico. Gran Bretaña estaba avanzada en la industria y la ingeniería en particular, pero algo subdesarrollada en el arte y la educación. Su población aumentó rápidamente, mientras que la de Irlanda se redujo drásticamente.

## Política

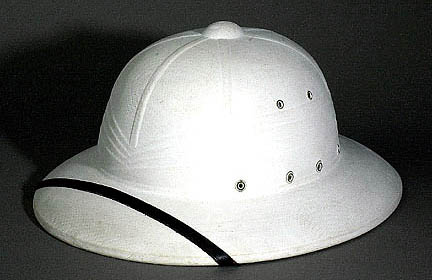
El casco colonial es un icono del colonialismo de las áreas tropicales del planeta

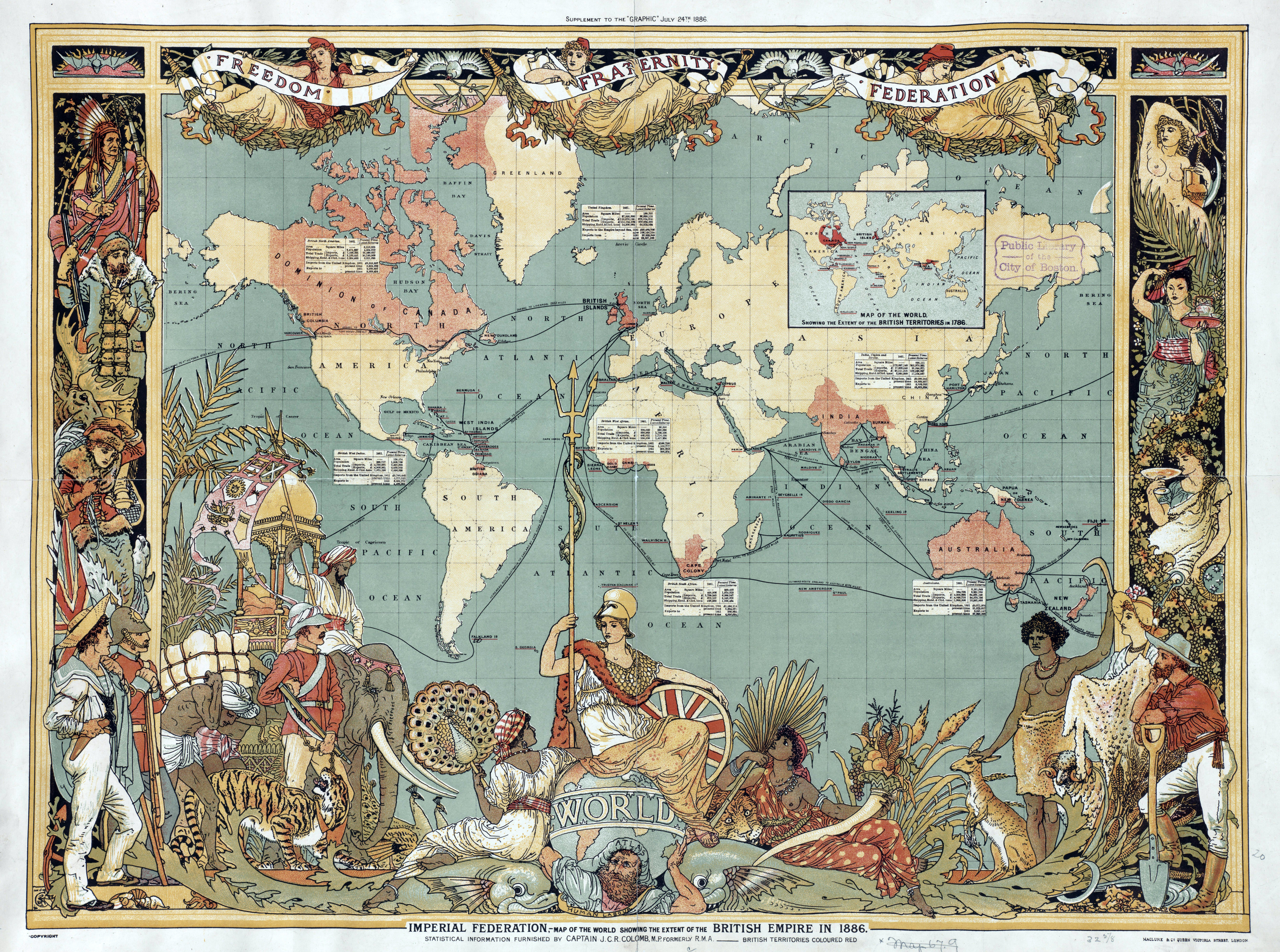
El Imperio británico en 1886, en rosa, que era el color en que se coloreaban los dominios británicos en los mapas

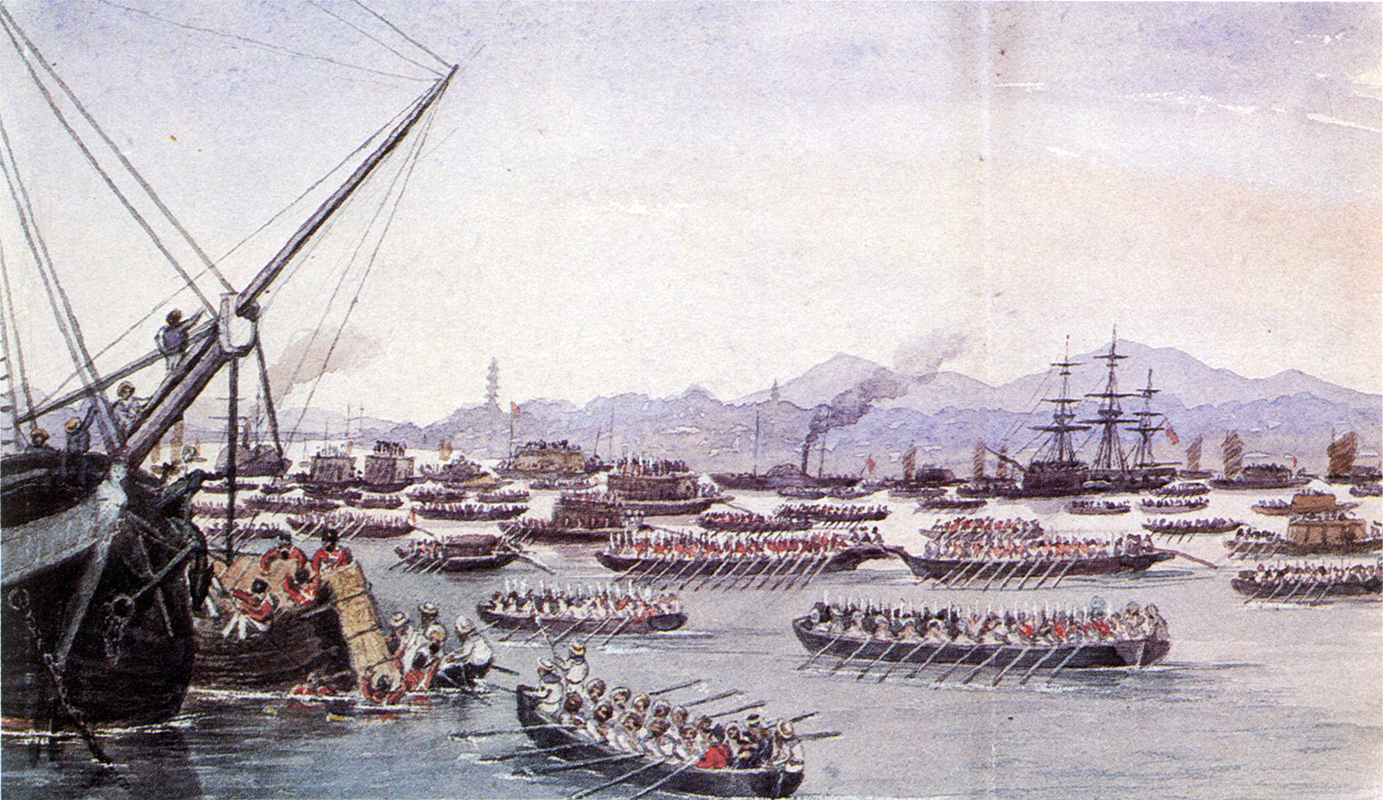
La Royal Navy jugó un papel clave en el establecimiento del Imperio británico como superpotencia mundial, el control de todas sus colonias y la posibilidad de adquirir todo tipo de materias en cualquier lugar del mundo. Desde finales del siglo XVIII hasta la Segunda Guerra Mundial fue la armada más poderosa del mundo.

El período está a menudo caracterizado por un pacífico largo tiempo de consolidación de la economía, el sistema colonial y la industrialización, perturbado temporalmente por la Guerra de Crimea, aunque Gran Bretaña estuvo en guerra todos y cada uno de los años del período. Hacia fin de siglo, las políticas del Nuevo imperialismo condujeron a un incremento de los conflictos en las colonias y con el tiempo a las Guerras de los Bóer. En casa, la agenda era cada vez más liberal, con ciertos cambios dirigidos a una reforma política y la extensión del derecho al voto.
Durante la primera parte del período, la Cámara de los Comunes estaba dominada por dos partidos, los Whig y los Tory. A partir del final de la década de 1850, los Whig se convirtieron en los Liberales. Diversos prominentes hombres de Estado dirigieron uno u otro partido, incluyendo a William Lamb, Sir Robert Peel, Edward Smith-Stanley, Henry John Temple, William Ewart Gladstone, Benjamin Disraeli y Robert Gascoyne-Cecil. Los problemas sin solucionar en relación con el derecho de autogobierno de Irlanda desempeñaron un papel importante en los últimos años de la era Victoriana, particularmente por la determinación de Gladstone de alcanzar un acuerdo político.
En mayo de 1857, la Rebelión de la India, una revuelta generalizada contra el dominio de la Compañía Británica de las Indias Orientales, fue iniciada por los cipayos, soldados/espías nativos de la India en el ejército de la Compañía. La rebelión, que implicaba no solo a los cipayos sino también a muchos sectores de la población india, quedó resuelta en un año. Como respuesta a la rebelión, la Compañía fue suprimida en agosto de 1858 y la India pasó a mandato directo de la Corona británica, comenzando el período del Raj británico (1858-1947).
En enero de 1858, el primer ministro Henry John Temple respondió a la conjura de Felice Orsini contra el emperador francés Napoleón III. Las bombas que pretendían matar al emperador habían sido compradas en Birmingham, lo cual generó tumultuosas reacciones que forzaron a Temple a dimitir.
En julio de 1866, una multitud enojada en Londres, protestando contra la dimisión de Lord John Russell como primer ministro, fue aplastada por la policía en Hyde Park. Altercados como este convencieron a Derby y Disraeli de la necesidad de mayores reformas parlamentarias.
Durante 1875, Gran Bretaña compró las acciones de Egipto en el Canal de Suez, ya que la nación africana se vio forzada a recaudar dinero para liquidar sus deudas. En 1882 Egipto se convirtió en un protectorado de Gran Bretaña tras la ocupación de las tierras adyacentes al Canal de Suez con el fin de asegurar esta ruta vital de comercio y el camino a la India.
En 1884 se fundó en Londres la Sociedad Fabiana por un grupo de intelectuales de clase media, incluyendo a Edward Pease, Havelock Ellis y Edith Nesbit, con el fin de promover el socialismo. George Bernard Shaw y H. G. Wells fueron algunos de los "nombres famosos" que se unieron a la sociedad más adelante.

El 13 de noviembre de 1887, decenas de miles de personas, muchas de ellas socialistas o desempleados, tomaron la plaza de Trafalgar en Londres para manifestarse en contra del Gobierno. El jefe de la policía metropolitana, Sir Charles Warren, ordenó a los soldados armados y a dos mil policías contestar. Los disturbios se sucedieron, con el resultado de cientos de personas heridas y dos muertes. Este hecho es conocido como el Domingo Sangriento.

## Economía

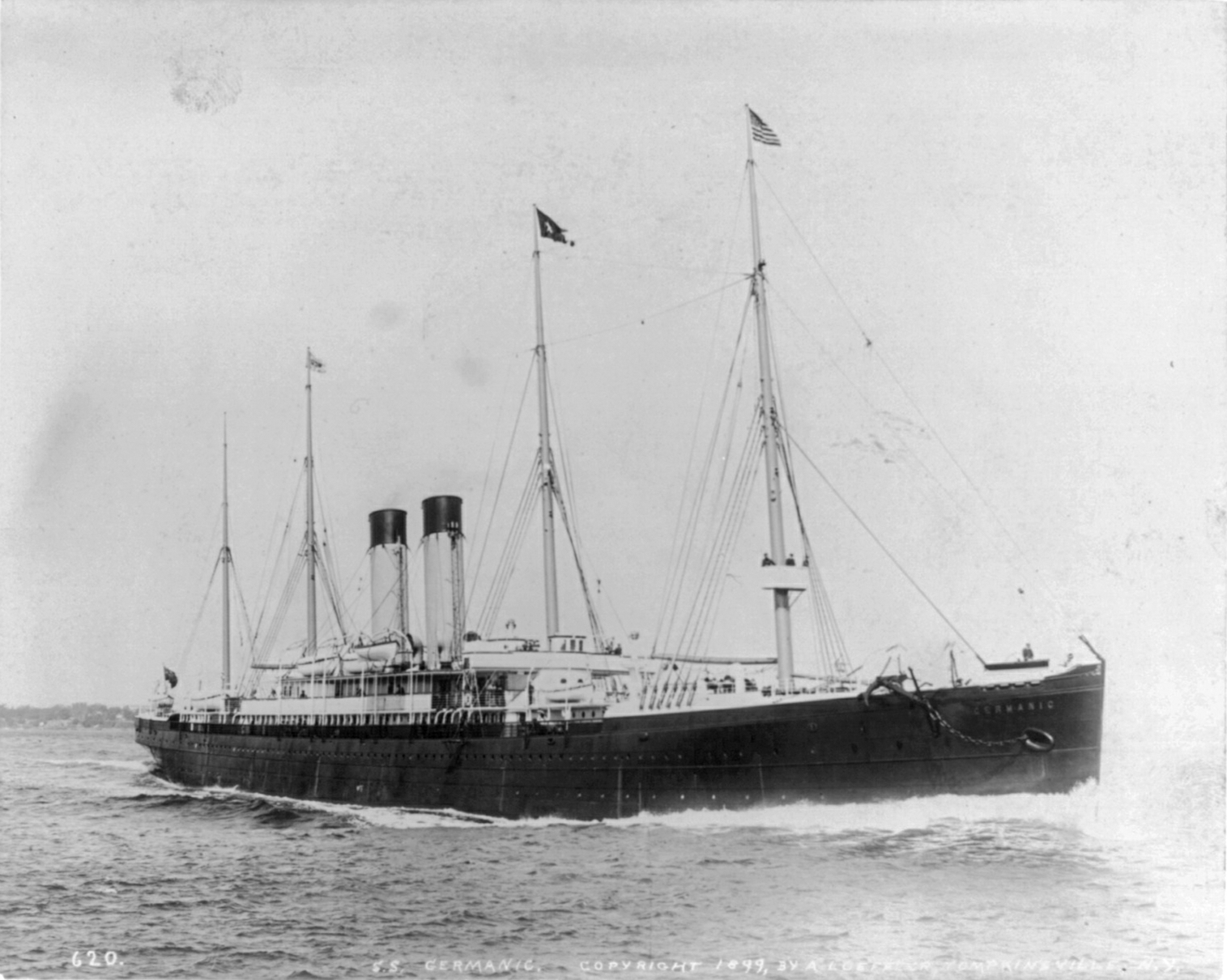
El, construido en 1875. La era victoriana fue un período de auge de los transatlánticos, destacando dos navieras británicas: la White Star Line y la Cunard Line. Como el principal medio de transporte entre los continentes durante más de un siglo, los transatlánticos fueron esenciales para las necesidades del transporte de los gobiernos nacionales, las empresas comerciales y el público en general

El producto nacional bruto (PNB) en el período victoriano experimentó un crecimiento económico. Entre los años 1836 a 1838 y 1900 a 1902 se multiplicó por cuatro, cercano al 2,6%, teniendo en cuenta solamente a Gran Bretaña, mientras que el PNB per cápita creció un 1,4% anual.
Durante el período victoriano, Gran Bretaña siguió siendo eminentemente textil: este sector, junto a la industria de la confección, daba empleo a casi el 40 % de la mano de obra industrial en 1880. La mecanización se dio con diferencias en los sectores: algunos la adoptaron más rápidamente -como el algodón- y otros con mayor retraso -como la lana-. La industria siderúrgica experimentó un fuerte crecimiento para luego disminuir. El índice de exportación británica fue más elevado en la segunda fase de la Revolución Industrial, entre los años 1840 y 1860.
La revolución del transporte, con el ferrocarril y el barco a vapor, hizo que se requiriesen cantidades de materiales pesados como el hierro, el acero y el carbón -este último era exportado-, dando una expansión de mercados y la creación de nuevos. Entre 1850 a 1873 en Gran Bretaña se produjeron las dos terceras partes del carbón mundial, la mitad del hierro, las cuartas quintas partes de acero, la mitad del algodón y casi la mitad de los productos metálicos. Producción en lingotes de hierro, acero y carbón, en miles de toneladas:
| Año  | Hierro | Acero | Carbón  |
| ---- | ------ | ----- | ------- |
| 1850 | 2.250  | 49    | 49.000  |
| 1880 | 7.750  | 1.440 | 147.000 |

Apertura de la sección ferroviaria de Liverpool a Mánchester, por A. B. Clayton, 1830

En 1850, Gran Bretaña tenía poco más de 200 mil trabajadores en las tres mil minas que existían. Hacia 1880 esta cifra se incrementó a alrededor de medio millón de personas, siendo los mineros uno de los pocos obreros manuales que perduraban, y según la gran cantidad que eran podían determinar los resultados de una elección en un distrito electoral. Por ello se justifica la adhesión de los sindicatos a la ideología socialista en la década de 1890 debido a la fuerte presión sobre los obreros y la poca preocupación de los propietarios sobre la seguridad y salubridad de los trabajadores, siendo la minería una ocupación malsana.
Aun cuando la economía fuese próspera, era desigual. Una concepción de ello es narrada en 1870 por Thomas Cooper:

En nuestra vieja época cartista, es verdad, los obreros del Lancashire iban vestidos con harapos a miles; muchos de ellos carecían con frecuencia de alimentos. Pero su inteligencia brillaba en todas partes. Se les podía ver discutiendo en grupos la gran doctrina de la justicia política.
Thomas Cooper

A mediados del siglo XIX, la mitad de la industria tenía pequeñas dimensiones, como el caso de Lancashire en 1841, con un 0,5 % de las industrias con un superior a 500 trabajadores y con el 50 % sin llegar a superar los 100 empleados, y en 1871, cuando las más de 23 mil fábricas que había en el Reino Unido tenían en promedio 86 trabajadores.
| Sectores                                  | 1801 | 1821 | 1841 | 1861 | 1881 | 1901 |
| ----------------------------------------- | ---- | ---- | ---- | ---- | ---- | ---- |
| Agricultura, Bosques y Pesca              | 1.4  | 1.8  | 1.9  | 2.0  | 1.7  | 1.5  |
| Industria, Minería y Construcción         | 1.4  | 2.4  | 3.3  | 4.7  | 5.7  | 7.7  |
| Comercio y Transporte                     | 0.5  | 0.8  | 1.2  | 1.8  | 2.8  | 3.6  |
| Servicio doméstico                        | 0.6  | 0.8  | 1.2  | 1.5  | 2.0  | 2.3  |
| Servicio público, profesiones y liberales | 0.3  | 0.3  | 0.3  | 0.6  | 0.8  | 1.3  |

Para obtener un panorama de la magnitud del crecimiento del ferrocarril en la época, desde la inauguración del primer ramal de Liverpool a Mánchester en 1830 y hasta 1875 se construyeron más del 70% de los ramales ferroviarios. En 1850, 19 compañías ferroviarias tenían un capital superior a tres millones de libras esterlinas de capital, siendo que en la época pocas industrias sobrepasaban las 500 mil libras. Un factor que favoreció dicho crecimiento fue la inversión del PBN: 2 % en 1830, y 4,5 % de 1845-1849, para luego descender nuevamente a un 2 %.

## Sociedad

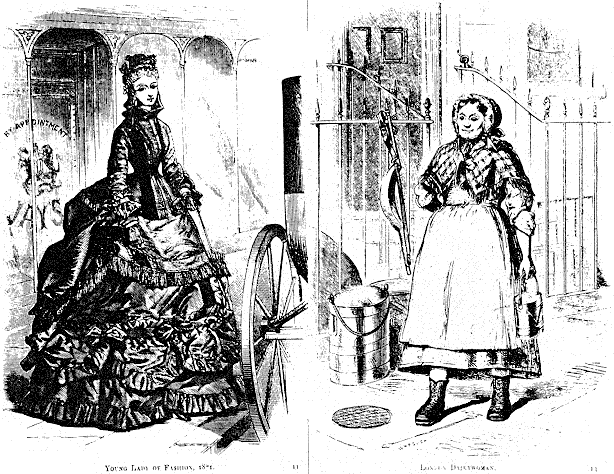
Diferencia de clases en las mujeres en el año 1871: joven aristócrata y mujer trabajadora de Londres

La sociedad en la época victoriana estaba exacerbada de moralismos y disciplina, con rígidos prejuicios y severas interdicciones. Los valores victorianos se podrían clasificar como "puritanos", destacando en la época los valores del ahorro, el afán de trabajo, la extrema importancia de la moral, los deberes de la fe y el descanso dominical como valores de gran importancia.
Los varones dominaban la escena tanto en los espacios públicos como en la privacidad. Las mujeres se debían a los lugares privados, con un estatus de sometimiento y del cuidado de sus hijos y del hogar. Referente de ello es la novela Ana Karenina, del escritor ruso León Tolstói, que muestra cómo la sociedad de la época no permitía el resquebrajamiento de la moral. Otro claro ejemplo fue la condena por sodomía a Oscar Wilde y Lord Alfred Douglas a dos años de trabajos forzados.
Quizá por la acentuada moral de la época sea la observación del psicoanalista Jacques Lacan, quien dice que sin la reina Victoria el psicoanálisis no hubiera existido; ella fue la causa del deseo de Sigmund Freud y la que hizo necesario lo que Lacan llamó el "despertar".
Las condiciones como la pereza se vinculaban con los excesos y la pobreza con el vicio. La repulsión social hacia el vicio también se traduce en el sexo, relacionado con las bajas pasiones y su carácter animal proveniente de la carne. Por ello, la castidad era una virtud que había que resguardar.
En cuanto a la novedad en la época, la sociedad había abandonado la ruralidad: en 1851, y por primera vez en la historia, los habitantes de las ciudades sobrepasaron a los rurales: dos de cada cinco ingleses, galeses y escoceses vivían en las grandes aglomeraciones de Londres y el área metropolitana, la región entre York y Nottingham, las Midlands, la región de Northumberland y Durham, Escocia central y Cardiff. En los años subsiguientes el número de pobladores rurales continuó decreciendo de manera acelerada, aun cuando el número de campesinos se mantuvo estable. En 1880 la población rural era tan sólo un 10% de la población total activa y la carencia de alimentos producidos localmente era compensada con importaciones.

### Las clases sociales
Antes de la Revolución industrial, Gran Bretaña tenía una estructura social muy rígida compuesta de tres clases diferenciadas: la Iglesia y aristocracia, la clase media y la clase trabajadora, la más pobre.
La clase más alta, la aristocracia, incluía a la Iglesia y la nobleza, teniendo gran poder y riqueza. La formaban el dos por ciento de la población, y poseían la mayoría de la tierra. Incluía a la familia real, los lores temporales y espirituales, el clero, los grandes dirigentes del Estado, y todos aquellos por encima del grado de baronet. Eran privilegiados y no pagaban impuestos.
La clase media la componían los burgueses, la clase media trabajadora. Eran los propietarios de fábricas, banqueros, propietarios de tiendas, mercaderes, abogados, ingenieros, hombres de negocios y otros profesionales. Esta gente era a veces extremadamente rica, pero en circunstancias normales no obtenían privilegios, lo cual les ofendía. Había una enorme diferencia entre la clase media y las clases inferiores.
La clase baja británica estaba compuesta de dos sectores: la "clase trabajadora" y los "pobres" (aquellos que no trabajaban, o no lo hacían con regularidad, y recibían la caridad pública). La clase baja incluía a hombres, mujeres y niños que realizaban diversos tipos de actividades, entre ellos trabajo en las fábricas, costura, limpieza de chimeneas, minería y otras actividades. Pero la clase más pobre y la media tenían que soportar altos impuestos. Esta clase constituía el ochenta y cinco por ciento de la población pero solo poseía el cincuenta por ciento de la tierra.

La industrialización cambió la estructura de clases de manera drástica a finales del siglo XVIII. Se había creado cierta hostilidad entre la clase alta y las demás. Como resultado de la industrialización, hubo un importante empuje de la clase media y trabajadora. A medida que la industrialización avanzaba hubo una división social mayor. Los capitalistas, por ejemplo, empleaban a trabajadores industriales, que eran miembros de la clase trabajadora, pero debajo de ellos se encontraba una clase más baja, a veces nombrada como "gente hundida", que vivía en la pobreza. Cada clase incluía un amplio ramo de ocupaciones de diferente estatus e ingresos; había una gran diferencia entre, por ejemplo, el trabajo cualificado y el que no lo estaba. La "gente hundida" era, por tanto, más susceptible de ser explotada.

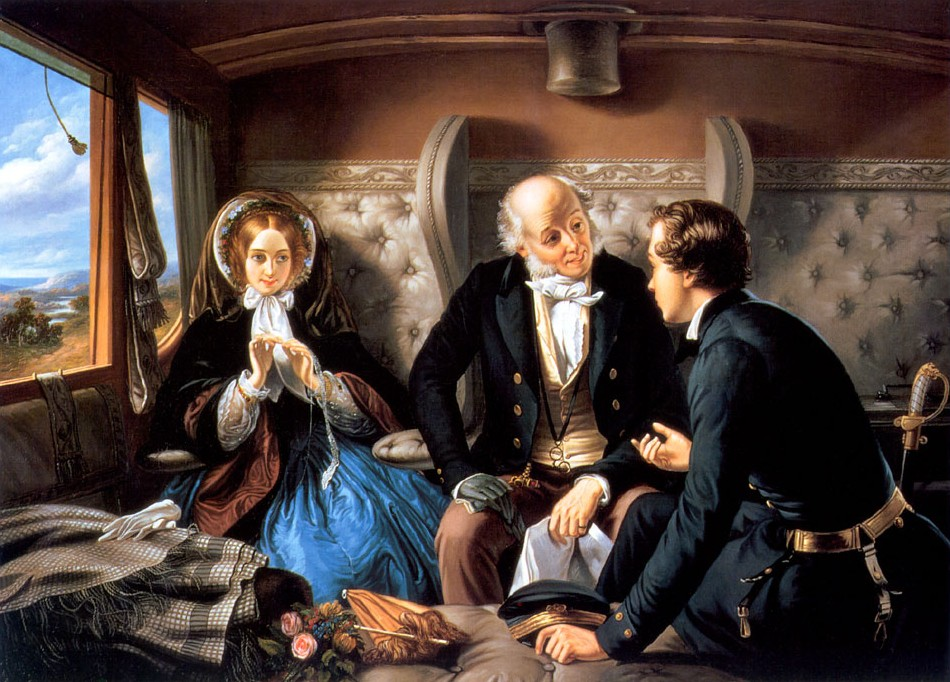
Segunda versión de la obra de Abraham Solomon Primera clase: la reunión (1855). La obra original, objeto de polémica al mostrar a los dos jóvenes dialogando mientras el hombre mayor dormitaba, tuvo que ser modificada por no ajustarse a la moral victoriana

La imagen cotidiana de la época victoriana es la de una sociedad burguesa y proletaria. La burguesía inglesa se llamaba a sí misma middle class ("clase media"), limitando con la upper class ("clase alta"), que era la nobleza y los grandes aristócratas con renombradas familias. Su número estaba constituido por apenas cinco millones de personas sobre un total de 25 millones. La alta burguesía estaba compuesta por banqueros, hombres de negocios y financieros, herederos de quienes habían arriesgado su capital en pos de la nueva forma que tomaba la economía.
En cuanto a la clase media común y la clase media baja, intentaban emular a la clase alta, siendo pequeños tenderos y empresarios, médicos, abogados y comerciantes.
El establishment de la sociedad estaba compuesto por la clase alta. Los aristócratas poseían propiedades de más de cuatro mil hectáreas en las que pasaban los meses de verano, yendo a vivir en invierno a Londres. También disfrutaba de la misma consideración la gentry, grupo social formado por, aproximadamente, tres mil familias que poseían propiedades de un tamaño superior a cien e inferior a cuatro mil hectáreas.
En su conjunto, para 1873, la clase alta controlaba casi el 80% de la superficie de Inglaterra y disponía además de representación en el Parlamento y el gabinete de ministros, llegando a tener picos de 80% y 60%, respectivamente, y estando emparentados con la aristocracia. Además, ocupaba los puestos directivos del ejército —con tres cuartas partes en 1838— y en la iglesia anglicana, y hacia finales de siglo la mitad de los obispos estaban casados con mujeres de la aristocracia.
La clase trabajadora, la baja, tenía un gran número de trabajadores domésticos: en 1851 alrededor de 1900 individuos realizaban este tipo de tareas, en 1871 se acercaban al medio millón de personas y, a finales de siglo, eran casi dos millones y medio. Otro tipo de trabajadores se dividían en especializados, semiespecializados y no especializados, casi en proporción idéntica entre ellos. El obrero no obtenía beneficio alguno de la expansión capitalista, aunque como lado positivo los sueldos en general durante la época de prosperidad y laissez faire y su libre importación de alimentos se cuadruplicaron.
Para las masas trabajadoras no existía el beneficio social, salvo por la Ley de Pobres, que seguía en vigor, aunque no resultaba muy alentante.
El gobierno consistía en una monarquía constitucional encabezada por la reina Victoria. Solo la nobleza podía gobernar. Otros políticos venían de la aristocracia. El sistema fue criticado por estar a favor de las clases altas, y hacia finales del siglo XVIII los filósofos y escritores comenzaron a cuestionar el estatus social de la nobleza.

### Prostitución

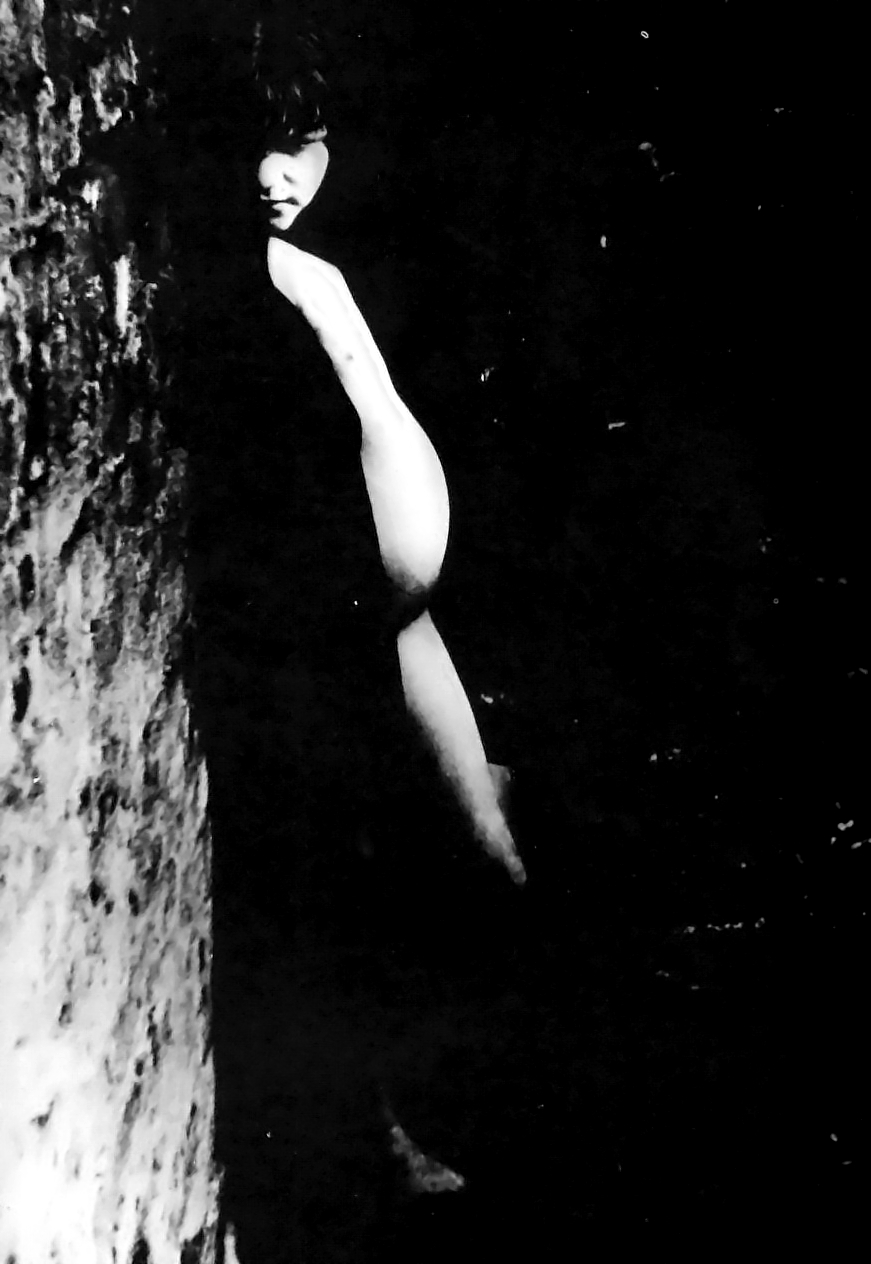
Mary Simpson, prostituta de 10 u 11 años, encinta de cuatro meses. Fotografía de 1871

La doble moral sexual es propia de la era victoriana. La reina mandó alargar los manteles del palacio para que cubrieran las patas de la mesa en su totalidad ya que, decía, podían incitar a los hombres al recordar las piernas de una mujer.[cita requerida] Sin embargo, paralelamente a las estrictas costumbres de la época se desarrollaba un mundo sexual subterráneo donde proliferaban el adulterio y la prostitución. También existían las "cortesanas", que eran personas que, en el principio, asistían a los monarcas.
La noche se encargaba de ocultar los vicios de las personas: en el Este londinense se albergaban muchos burdeles, salones de espectáculos y salas de juego. Pero también se desarrollaba un ambiente callejero de drogas, sexo y apuestas sin escatimar en variantes como las orgías, espectáculos del tipo erótico, relaciones homosexuales, abuso de menores y azotes. En esta Inglaterra se desarrolló el primer preservativo realizado en látex, aun cuando se suponía que las relaciones sexuales debían mantenerse con fines reproductivos.
La prostitución era una actividad muy frecuente en la Inglaterra del siglo XIX. Tan sólo en el barrio londinense de Whitechapel la policía metropolitana calculaba que existían unas 1200 prostitutas de clase social baja y unos 62 burdeles. Generalmente éstas eran mujeres que trabajaban en la calle por unas pocas monedas y que procedían de las más diversas nacionalidades. Londres era una capital terriblemente pujante y era un destino muy popular en los flujos migratorios.
Las siguientes son estimaciones de la policía de prostitutas conocidas en Londres, Inglaterra y Gales:
| Año  | Londres | Inglaterra y Gales |
| ---- | ------- | ------------------ |
| 1839 | 6371    | -                  |
| 1841 | 9404    | -                  |
| 1856 | 8600    | -                  |
| 1858 | 7194    | 27 113             |
| 1859 | 6649    | 28 743             |
| 1861 | 7124    | 29 572             |
| 1862 | 5795    | 28 449             |
| 1863 | 5581    | 27 411             |
| 1864 | 5689    | 26 802             |
| 1865 | 5911    | 26 213             |
| 1866 | 5544    | 24 717             |
| 1867 | 5628    | 24 999             |
| 1888 | 5678    | 24 311             |

Las prostitutas poblaban los bares y las calles de Whitechapel, uno de los barrios más pobres del East End de Londres. Pero también se encontraban cerca de teatros y establecimientos de ocio masculino, desde burdeles hasta locales donde los hombres bebían y disfrutaban de espectáculos eróticos que muchas veces estaban protagonizados por menores de edad. La prostitución homosexual también existía, aunque lógicamente el secretismo en torno a ella era mayor.
En 1864 se aprobaron las Contagious Diseases Acts ("Leyes de enfermedades contagiosas"), que luego se modificaron en 1866 y 1869. Establecían la elaboración de un comité para la investigación de enfermedades venéreas en las fuerzas armadas y en las áreas adyacentes a las fuerzas, permitía a la policía detener y someter a las prostitutas a controles venéreos y, si se hallaba a alguna con una de estas enfermedades, era recluida en un hospital aislada hasta su recuperación. Una de las precursoras en la abolición de estas leyes fue Josephine Butler, vinculada a las prostitutas como forma de caridad católica, quien las consideraba víctimas de la opresión masculina, iniciando para ello una campaña en 1869.
Un estudio de finales del período victoriano demostró que más del 90% de las prostitutas de la cárcel de Millbank eran hijas de obreros no cualificados o semi-cualificados, y más del 50% habían sido criadas por mujeres sirvientas y el resto por mujeres con trabajos con escaso futuro, venta ambulante, lavanderas o de limpieza.
La irrupción del asesino en serie conocido como Jack el Destripador en el verano de 1888 fue devastadora para las prostitutas de Londres. La histeria se apoderó no solo de Londres sino del país entero, que leía las noticias en los periódicos con estupor e indignación de que ni toda la policía de la ciudad pudiera detener a un solo hombre. El asesinato de prostitutas era algo corriente entonces. Se registraban muchos acuchillamientos y también muchos suicidios de mujeres que cortaban su garganta con un cuchillo (entonces era una forma de suicidio corriente), pero el modus operandi del asesino sorprendió a los más insensibles. El asesino nunca fue encontrado.

### Trabajo infantil

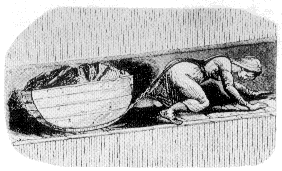
Trabajo infantil en las minas de carbón en la época victoriana

La novela Oliver Twist, de Charles Dickens, fiel reflejo del trabajo infantil en la época victoriana, irrumpe en escena en 1838 y cae como un jarro de agua fría a los británicos. Constituye una crítica mordaz de la hipocresía social, las instituciones y la justicia debido a los estragos que hacían el hambre, el trabajo y la mortalidad infantil.
El promedio de vida de la época en las clases bajas era de unos 40 años. Entre las causas generales de muerte en los adultos estaba la tuberculosis, mientras que las de los niños eran el sarampión, la viruela y el hambre. Los niños trabajadores de la industria textil podían además padecer tuberculosis a causa del polvo y la humedad, además de asma o alergias, escoliosis o raquitismo. Una encuesta de la Asociación Británica de 1878 muestra que los niños trabajadores tenían una estatura media inferior a 12 centímetros que sus pares de los círculos aristocráticos y burgueses.
La revolución industrial acaparó mano de obra infantil para trabajos como la minería o la industria textil, provocando accidentes y muertes a menudo por hacer trabajar a los niños bajo las máquinas en marcha, además de que eran azotados si la producción comenzaba a descender. En Inglaterra los niños desfavorecidos se encontraban a cargo de las iglesias, quienes los vendían a las industrias a través de anuncios en los periódicos cuando ya no querían mantenerlos o cuando tenían demasiados. El comercio muy a menudo se realizaba sin consentimiento de los padres.
Desde los cuatro años de edad eran buscados para ser "entrenados" en las máquinas, trabajan en las minas, limpian las partes de las maquinarias o iban tras los hilos rotos en los telares.
Uno de los pioneros en la investigación del trabajo infantil y sus consecuencias fue el cirujano y farmacéutico Charles Turner Thackrah, quien publicó varios trabajos en los que expuso los riesgos para la salud y proponía medidas preventivas. En la obra The effects of arts, trades, and professions, and of civic states and habits of living, on health and longevity transmite en un tono de preocupación los largos horarios que los trabajadores debían cumplimentar en las fábricas textiles, en particular los niños. Su opinión y diversas obras contribuyeron a la elaboración de reformas. El Estado inglés tomó medidas en 1833, creando una serie de regulaciones atinentes al trabajo infantil con la Factory Act, prohibiendo la inserción laboral de niños menores de nueve años, registrando sus honorarios y obligando a las empresas a brindarles asistencia escolar. El oficio que tuviesen les impedía ir al colegio, y para 1828 dos de cada catorce británicos habían acudido a la escuela al menos un tiempo.En 1842 fue aprobada una ley que prohibía a las mujeres y niños trabajar en las minas de carbón, hierro, plomo y estaño.
En Inglaterra, el 44% de los ladrones y el 23% de quienes habían causado lesiones durante asaltos o riñas callejeras no superaban los 21 años de edad.

### El opio en la época victoriana

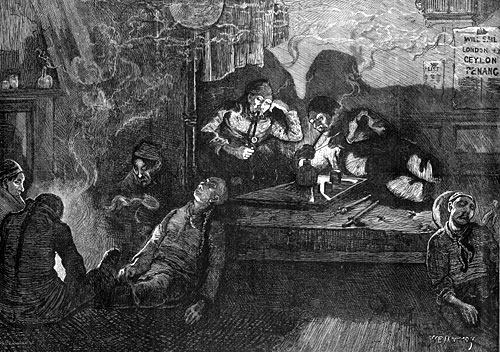
Representación de fumadores de opio en el este de Londres en 1874, en la revista The Illustrated London News

Pese a la rigurosa moral victoriana, eran extendidas las prácticas non sanctas tales como la culturación al opio, cuyo relato más significativo fue el aporte de Thomas de Quincey en Confesiones de un consumidor de opio inglés (1821), obra que fue ampliamente difundida y traducida a varios idiomas, y en la cual se retrata el uso y la adicción al opio. Quincey, hacia 1804, comenzó tomando opio en forma de láudano para tratar una neuralgia dental y, progresivamente, se convirtió en un adicto.
Esto no resulta extraño si se conoce que en la botica real se distribuía libremente el opio a los cortesanos. La misma reina Victoria lo consumía en forma de goma de mascar con cocaína, junto al joven Winston Churchill y, en cuanto a la ficción, Sherlock Holmes se inyectaba frecuentemente cocaína, ya que era considerada para gente «cerebral y muy nerviosa». El opio era libremente consumido como «droga social», aunque con el tiempo adquirió mala fama debido a que, en los antros donde se consumía, se hallaba también presente la prostitución.
Los británicos no solo habían vislumbrado en el opio los supuestos efectos médicos, sino que además iban tras los grandes beneficios económicos que les propiciaba -aproximadamente un 400%- al exportarlo. En 1830 la situación crítica de la sociedad de China hizo que se ordenara combatir al opio y, en 1839, el representante chino Lin Hse Tsu envió dos cartas a la reina Victoria para pedirle que no comerciara con sustancias tóxicas, expresando: "(...) Parece ser que esta mercancía envenenada es fabricada por algunas personas diabólicas en lugares sometidos a vuestra ley (...) He oído decir que en vuestro país está prohibido fumar opio. Ello significa que no ignoráis hasta qué punto resulta nocivo. Pero en lugar de prohibir el consumo del opio, valdría más que prohibieseis su venta o, mejor aún, su producción". Obviamente la reina rechazó la petición. Entre 1839 y 1842 se produjo la primera guerra del Opio, que finalizó con la rendición de China y la cesión de la isla de Hong Kong y la subsiguiente apertura de las importaciones. Entre 1856 y 1860 se produjo la segunda guerra del Opio, teniendo Gran Bretaña como aliada a Francia. Esta fue aún más catastrófica para China, que no aceptó los primeros tratados y debió, al final de la guerra, legalizar el comercio del opio, indemnizar a Gran Bretaña y Francia, abrir el comercio, indemnizar a los comerciantes británicos y admitir la apertura de la hasta entonces cerrada ciudad de Pekín.
Para dimensionar la aceptación del opio y sus derivados en la era victoriana se puede nombrar que ha aparecido en obras de notables escritores como Charles Dickens, Oscar Wilde y Arthur Conan Doyle, quienes demuestran la profundidad con la que había penetrado en la sociedad.

## Arquitectura

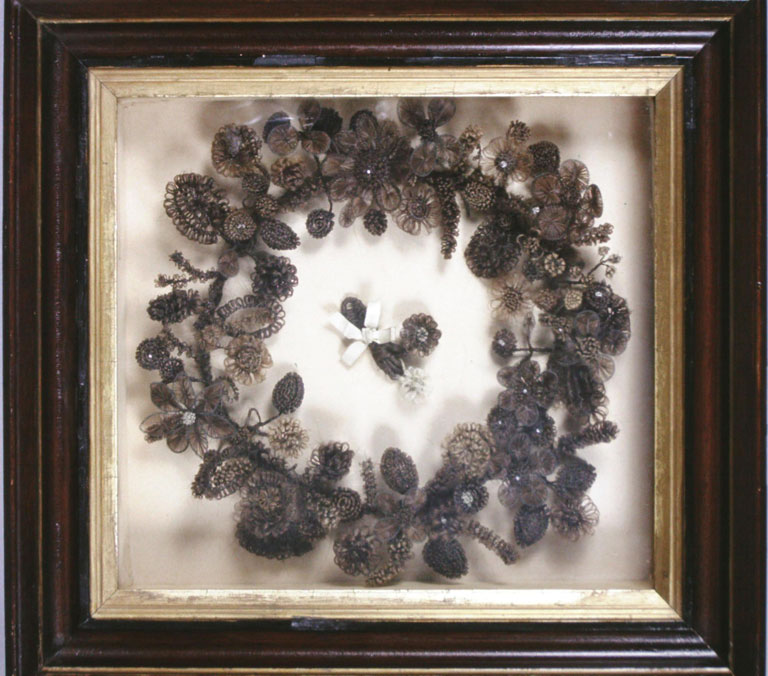
Guirnalda de cabello con un mechón en el centro, decoración popular victoriana (1881). Museo de los Niños de Indianápolis

El ineludible sentido de la novedad dio como resultado un profundo interés por la relación entre la modernidad y la continuidad cultural. La arquitectura neogótica se convirtió en algo cada vez más significativo durante el período, llevando a la «batalla de los estilos» entre los ideales gótico y clásico en arquitectura. El diseño arquitectónico de Charles Barry del nuevo Palacio de Westminster, que había sido gravemente dañado en un incendio en 1834, se construyó siguiendo el estilo medieval de Westminster Hall, parte aún en pie del edificio. Constituía una narración de la continuidad cultural, en oposición a la violenta separación de la Revolución francesa, una comparación común al período, como expresaron Thomas Carlyle en La Revolución francesa: una historia y Charles Dickens en Historia de dos ciudades. El arte gótico fue también apoyado por John Ruskin, que argumentó que ejemplificaba los valores comunales y sociales, al contrario que el Clasicismo, el cual él consideraba que realzaba la estandarización mecánica.
En el terreno literario, consiste en una reacción frente al movimiento romántico inglés del primer cuarto de siglo. Los nuevos escritores rechazan la fantasía romántica de Byron o Shelley y buscan un nuevo realismo —el poeta Tennyson, los novelistas Thackeray y Dickens, y el filósofo Carlyle encarnan los nuevos valores de la era—.
La mitad del siglo vio la Gran Exposición de 1851, la primera Exposición Universal, la cual mostró las mejores innovaciones del siglo con un gran éxito y atención internacional. En su centro estaba el Palacio de Cristal, un enorme y modular edificio de estructura de cristal y acero, el primero de su tipo. Fue condenado por Ruskin como el perfecto modelo de deshumanización mecánica en diseño, pero más tarde se convirtió en el prototipo de la arquitectura moderna. La aparición de la fotografía, que fue exhibida en la Gran Exposición, condujo a importantes cambios en el arte victoriano. John Everett Millais fue influido por la fotografía (especialmente en el retrato de Ruskin), así como otros artistas prerrafaelitas. Más adelante fue asociado con las técnicas impresionistas y el realismo social, que dominaron los siguientes años del período en los trabajos de artistas como Walter Sickert y Frank Holl.

## Acontecimientos
- En 1840, Nueva Zelanda se convierte en colonia británica, según lo dispuesto en el tratado de Waitangi.
- En 1849 dos mil personas mueren en una epidemia de cólera.
- En 1859, Charles Darwin publica El origen de las especies, que produjo grandes dudas religiosas.
- En 1861 el Príncipe Alberto muere y la reina Victoria rehúsa salir en público durante muchos años, y cuando lo hace es vistiendo un sombrero de viuda en vez de la corona.
- En 1888, un asesino en serie conocido como Jack el Destripador asesina y mutila a varias prostitutas en las calles de Londres, generando una cobertura mundial por parte de la prensa e histeria. Los periódicos usan las muertes para atraer la atención sobre la grave situación de los desempleados y para atacar a la policía y líderes políticos. El asesino nunca fue atrapado, y el asunto contribuyó a la dimisión de Sir Charles Warren.
- En 1891 la educación se convierte en gratuita para todos los niños menores de 10 años.

## Cultura
Uno de los ideales de la era victoriana era el espíritu de descubrimiento y aventura. Los viajes de Livingstone y Stanley apasionaban al público inglés, que seguía sus aventuras por el corazón de África con entusiasmo.
También es propio de la era victoriana un cierto espíritu religioso, incluso místico, que trataba de hermanar los grandes descubrimientos científicos y técnicos con una nueva fe en Dios.
Quizás la característica esencial de la era victoriana sea su sentido práctico, conocido como utilitarismo (en cierto modo el capitalismo actual es una vertiente de entonces), su búsqueda de la realización personal y colectiva y su sentido de lo que los ingleses llaman el fulfillment o el accomplishment ("cumplimiento" o "realización").

Esta nueva sociedad inglesa, tan aparentemente abocada al trabajo, a la moral y a las buenas costumbres, inventa el juego, en todos los sentidos que este término abarca. Desde el backgammon y los juegos de casino, las charadas y juegos de salón, hasta los deportes de campo, como el rugby, el tenis, el cricket y el fútbol. Sin olvidar el croquet, que es una mezcla de juego de salón y de campo. Naturalmente, algunos de estos juegos eran ya conocidos antes de la era victoriana, pero es sin duda esta sociedad la que los practica y pone de moda, difundiéndolos por todo el globo.

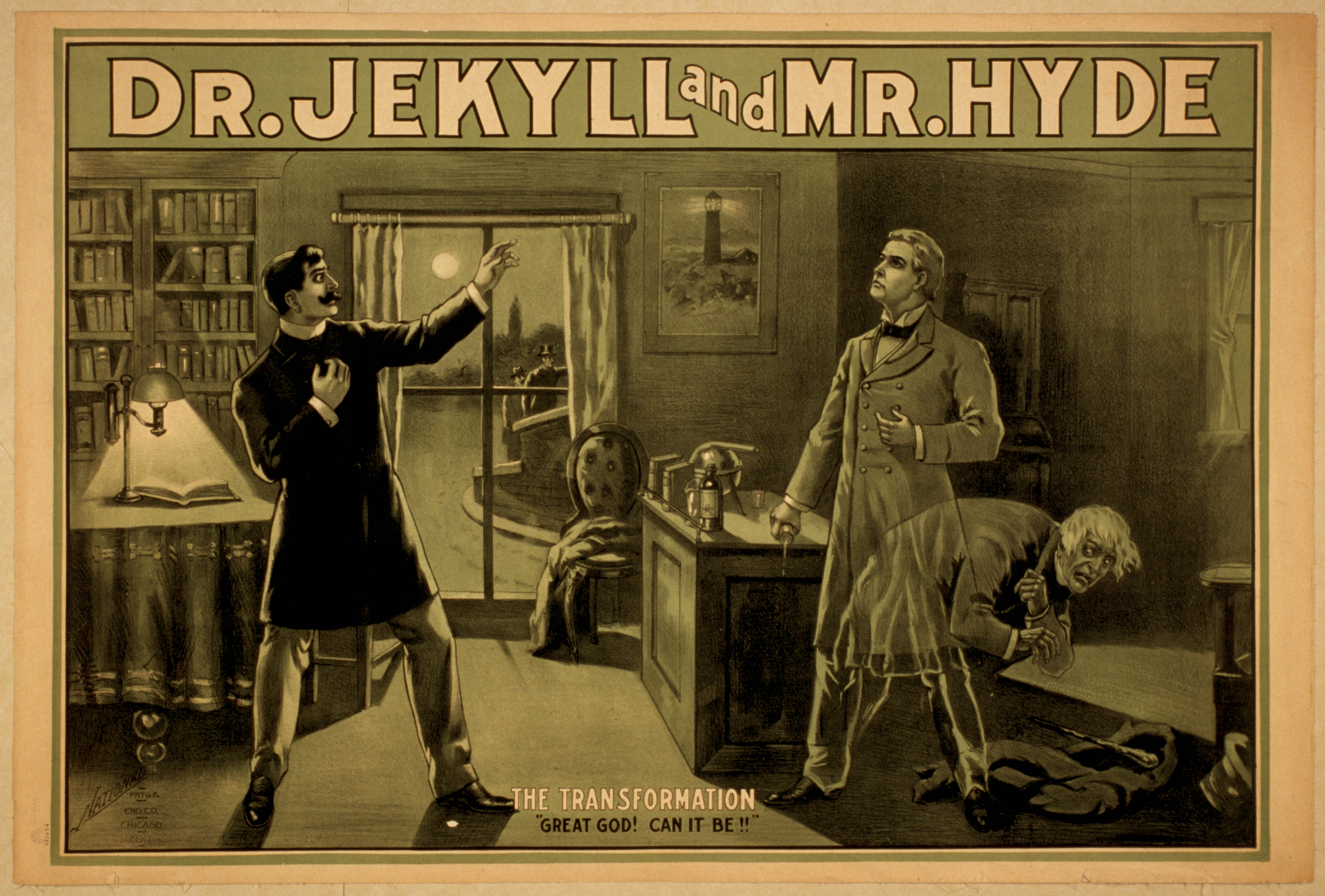
Cartel de El extraño caso del doctor Jekyll y el señor Hyde, fechado en la misma década de 1880 en que apareció la obra homónima de Robert Louis Stevenson

### Entretenimiento
Las bandas de música municipales y los quioscos de música fueron populares durante esta época. El quiosco de música es una construcción simple que no solo crea un lugar ornamental, sino que además facilita las necesidades acústicas a la vez que ofrece protección ante el cambiante clima británico. Era común escuchar el sonido de las bandas mientras se paseaba por los parques. En aquellos tiempos la grabación musical era algo aún muy novedoso.
Otra forma de entretenimiento que se puede incluir en la categoría de espectáculos son las relacionadas con los sucesos paranormales, como la hipnosis, la comunicación con los muertos (por medio de un vidente o canalizador), la invocación de fantasmas, espíritus y similares. Estas actividades fueron muy populares y se llevaban a cabo para el mero deleite de las masas y sus participantes.

### Literatura
La literatura también fue una forma muy popular de entretenimiento en la Época victoriana, momento en que surgieron grandes escritores que, aunque causaron escándalo, son reconocidos hoy en día.
Los escritores más reconocidos de la Época victoriana son:
- Charles Dickens.
- Las hermanas Brontë (Emily, Charlotte y Anne).
- Lewis Carroll.
- Herbert George Wells.
- Hilda Doolittle.
- Oscar Wilde.
- Arthur Conan Doyle.
- Bram Stoker.
- Robert Louis Stevenson.

Entre los ideales literarios de la época, quizás el más perceptible es el ideal de progreso. Ya sea progreso científico (Darwin), progreso económico (Stuart Mill y los librecambistas de Mánchester), progreso social (a pesar de la miseria de la nueva sociedad industrial) o progreso tecnológico (ferrocarril, industria textil del norte de Inglaterra). Nada es tan palpable en la era victoriana como el progreso.
La segunda característica que se advierte en la literatura de la época victoriana es un cierto espíritu didáctico (la filosofía de Thomas Carlyle) y moralista (la novelística de Charles Dickens). Hay que tener en cuenta que, junto a la Revolución industrial, se fue produciendo en Inglaterra una revolución social que hacía que millares de personas, hasta entonces analfabetas, accedieran a la cultura de la letra impresa. El escritor se sentía “educador” de estas masas proletarias y de clase media. Se explica así el auge del melodrama y las novelas por entregas para satisfacer exiguas necesidades culturales de estas clases sociales.

## Tecnología
La mejora de los medios de comunicación constituyó uno de los principales ejes del desarrollo de la economía victoriana. Diligencias, grandes barcos de vapor, canales y, sobre todo, ferrocarriles facilitaron el transporte de personas, bienes y materias primas, promoviendo el auge del comercio y de la industria. Muchos de los principales adelantos de la ingeniería de esta época se debieron a Isambard Kingdom Brunel. Brunel tuvo una participación directa en la construcción del ferrocarril del oeste y los trasatlánticos SS Great Western, SS Great Britain y SS Great Eastern.
Otro hito de la ingeniería victoriana fue el sistema de alcantarillado de Londres, encargado a Joseph Bazalgette. La mayor parte de la obra se realizó entre 1859 y 1865. Para realizar esta obra fueron necesarios 318 millones de ladrillos, 670 000 metros cúbicos de cemento y se excavaron 2,7 millones de metros cúbicos de tierra. El proyecto consistía en la construcción de seis interceptores de 132 km de longitud que recogían el flujo de 720 km de colectores alimentados por los 21 000 km de alcantarillas más pequeñas existentes en las calles. Después, Bazalgette proyectó el Thames Embankment, un dique en la orilla norte del río Támesis bajo cuya superficie se halla el interceptor principal de bajo nivel del sistema de alcantarillado procedente del oeste, diversas tuberías de distribución de agua potable e incluso, en la actualidad, el inicio de algunas líneas del metro de Londres. Durante este mismo período, la red de suministro de agua de Londres se expandió y mejoró. En los años ochenta del siglo XIX se puso en servicio una red de gas para iluminación y calefacción. La invención del manguito incandescente para gas popularizó la luz de gas hasta bien entrado el siglo XX. Las primeras luces eléctricas se instalaron en Newcastle upon Tyne gracias a las investigaciones de Joseph Wilson Swan.
Durante la época victoriana, la ciencia creció hacia la disciplina que es hoy en día. Además del incremento del profesionalismo de la ciencia universitaria, muchos caballeros victorianos dedicaban su tiempo al estudio de la historia natural. En 1859 Charles Darwin hizo pública la teoría de la evolución en su libro El origen de las especies. La fotografía se inició en 1839 por Louis Daguerre en Francia y por William Fox Talbot en Inglaterra. Hacia 1900, ya estaban disponibles las cámaras portátiles.

## Medicina

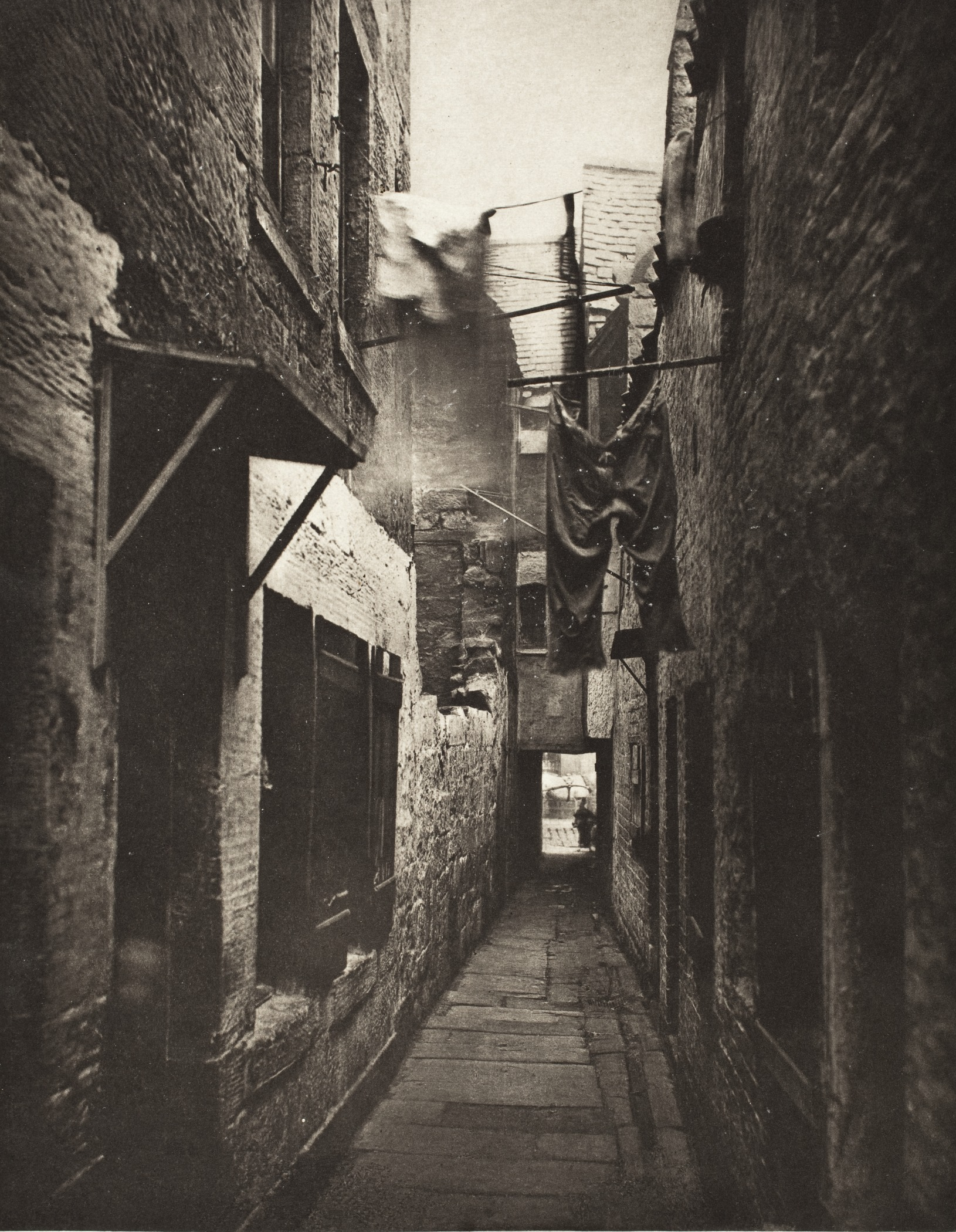
Fotografía tomada en Escocia en 1868 e impresa en 1900. Colección Marjorie y Leonard Vernon

Aunque el óxido nitroso, o "gas de la risa", ya había sido propuesto como anestésico en 1799 por Humphry Davy, fue en 1846 cuando se popularizó la anestesia entre la profesión médica, debido a un dentista de Estados Unidos llamado William Morton, que usaba éter con sus pacientes.
En 1847, el cloroformo de James Young Simpson se presentó como anestésico y tuvo mejor aceptación entre la clase médica por ser mucho menos inflamable que el éter, aunque sus críticos aducían que podía causar fibrilación cardíaca. El cloroformo adquirió popularidad en Inglaterra y Alemania después de que el doctor John Snow lo administrara a la reina Victoria para el nacimiento de su octavo hijo, el príncipe Leopoldo.
La medicina también se benefició del descubrimiento de los antisépticos por Joseph Lister en 1865. El uso del gas carbólico o fenol como antiséptico para lavar el instrumental, las manos de los cirujanos y las heridas abiertas tuvo un inmenso efecto en la supervivencia operatoria de los pacientes.